# Alma Juventus Fano 1906
Alma Juventus Fano 1906 är en italiensk fotbollsklubb. Klubben har som bäst spelat i Serie C där laget gjort totalt 44 säsonger. 2013/2014 spelar laget i Serie D.

## Kända tidigare spelare
Se också Spelare i Alma Juventus Fano 1906
- Dario Hübner
- Max Tonetto